# Thirlestane Castle

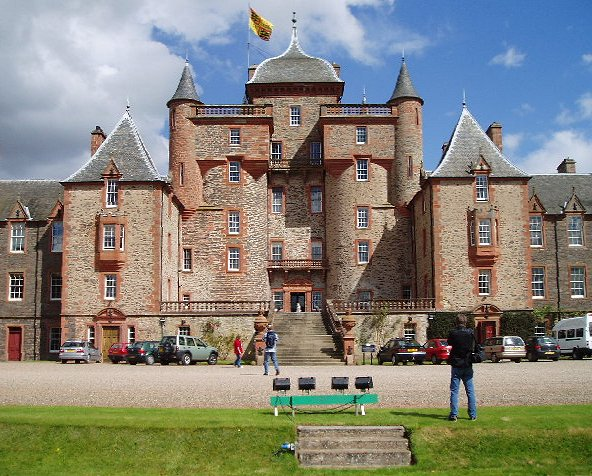
Thirlestane Castle

Thirlestane Castle ist ein Schloss nahe der Stadt Lauder in den schottischen Borders. Das Schloss ist auf einer Anhöhe, dem Castle Hill, im Lauderdale, dem Tal des Leader Water, gelegen. Das Land befindet sich seit 1587 im Besitz der Familie Maitland, die das Schloss als Earls of Lauderdale besitzen. Derzeit wird Thirlestane Castle von Gerald Maitland-Carew, dem Enkel von Ian Colin Maitland, 15. Earl of Lauderdale, bewohnt.

## Baugeschichte
Auf dem Standort des heutigen Thirlestane Castle wurde vor dem 13. Jahrhundert eine befestigte Wehranlage errichtet. Sie diente der Absicherung der südlichen Zugangs nach Edinburgh durch das Tal Lauderdale. Im 16. Jahrhundert ging das Gelände an Robert Lauder of that Ilk über, der es zu Beginn der 1530er Jahre als Mitgift an seine Tochter Alison Lauder bei ihrer Hochzeit mit George Wedderhede übergab.
Alison Lauder und George Wedderhede als auch ihr gemeinsamer Sohn wurden in der folgenden Zeit in Fehden umgebracht, sodass der Besitz wieder an ihre Eltern fiel. In den als The Rough Wooing bezeichneten Auseinandersetzungen zwischen England und Schottland in den Jahren 1543 bis 1550 wurde Castle Hill von den Engländern besetzt und als Garnison genutzt. Unter der Leitung von Sir Robert Bowes wurde innerhalb von vier Wochen ein Fort auf dem Gelände errichtet. Robert Lauder of that Ilk und seine Frau Alison Cranstoun starben 1567 und hinterließen den Besitz ihren Enkeln.
Die Familie Maitland kam ursprünglich aus der Normandie und erreichte mit Wilhelm dem Eroberer 1066 England. Sie siedelte sich zuerst in Northumberland an. Ihren Einfluss und ihr Vermögen in Schottland sicherten sich die Maitlands durch militärische Dienste und ihre Beteiligung an der juristischen Verwaltung des Landes. So war Sir Richard Maitland of Lethington and Thirlstane, der Vater des Käufers von Castle Hill, Sir John Maitland, Mitglied des obersten Gerichtshofes und ein bekannter schottischer Dichter. Er war zudem Keeper of the Privy Seal und damit einer der Great Officers of State. Sein Sohn, Sir John Maitland, folgte ihm in diesem Amt nach und war gleichzeitig Lord Chancellor of Scotland (Lordkanzler). Sir Johns Bruder, Sir William Maitland of Lethington, diente als Secretary of State für Maria Stuart. Er bewohnte den Hauptsitz der Familie, Lethington Castle in East Lothian, welches heute als Lennoxlove House Sitz der Dukes of Hamilton ist.
Sir John Maitland kaufte Castle Hill am 27. Januar 1587. Bereits im Jahr des Kaufs ließ er auf den Grundmauern des englischen Forts einen quadratischen Donjon oder einen Wohnturm errichten. 1590 wurde er nach seinem Amtsantritt als Lord Chancellor of Scotland und im Zuge der Hochzeitsfeierlichkeiten von Jakob VI. von Schottland mit Anna von Dänemark und Norwegen zum 1. Lord Maitland of Thirlestane erhoben. Er ließ das Haus zum neuen Wohnsitz der Maitlands ausbauen, welches somit den etwa zwei Meilen südlich gelegenen Sitz der Familie ersetzte, einen Wohnturm (Peel tower), der ebenfalls Thirlestane Castle genannt wurde und dessen Überreste noch als Ruinen zugänglich sind. Ein Vorfahre der Maitlands, Sir Richard Mautalent, hatte dieses Schloss und das Lauderdale Mitte des 13. Jahrhunderts durch seine Heirat mit Avicia, der Tochter und Erbin von Thomas de Thirlestane, erworben.
Der Sohn von Sir John Maitland, John Maitland, 2. Lord Maitland of Thirlestane, wurde 1616 zum Viscount of Lauderdale und 1624 zum Lord Thirlestane and Boltoun, Viscount Maitland und 1. Earl of Lauderdale erhoben. Dessen Sohn, John Maitland, 2. Earl of Lauderdale, war einer der wichtigsten anglo-schottischen Politiker in der Mitte des 16. Jahrhunderts. 1660 wurde er unter Karl II. als Secretary of State in Scotland die wichtigste Persönlichkeit in Schottland. 1672 wurde er zum Duke of Lauderdale ernannt. Durch seine Heirat mit Elizabeth Tollemache, 2. Countess of Dysart, gelangte er überdies in den Besitz von Ham House nahe London.
In Thirlestane Castle beschäftigte der erste Duke of Lauderdale den Architekten Sir William Bruce, um die Anlage in eine größere und dem gestiegenen sozialen Rang seiner Person angemessene Residenz umzubauen. Zwischen 1670 und 1676 fügte Bruce an die vorderen Ecken des inneren turmartigen Baus zwei weitere Türme an und setzte dazwischen eine große Außentreppe. Im Inneren wurden die Räume zu Staatsgemächern umgebaut und vom englischen Stuckateur George Dunsterfield mit aufwändigen Stuckdecken ausgestattet.
Ab 1840 wurde Thirlestane Castle von den Edinburgher Architekten David Bryce und William Burn im Stil des Scots Baronial erweitert. Der Mittelbau wurde dabei um weitere Flügel vergrößert, sodass das Gebäude nunmehr einen T-förmigen Grundriss aufweist. In diesen neuerlichen Anbauten wurden eine Küche, Vorratskammern, Waschküchen und Quartiere für die Bediensteten eingerichtet.
1984 übergab Gerald Maitland-Carew, der 1972 das Haus von seiner Großmutter mütterlicherseits, der Witwe des 15. Earl of Lauderdale, geerbt hatte, an eine Stiftung. Diese wurde eigens zum Erhalt der Anlage eingerichtet und zu einem großen Teil vom National Heritage Memorial Fund (NHMF) und dem Historic Buildings Council finanziert. Diese als Thirlestane Formula bekanntgewordene Verbindung öffentlicher und privater Organisationen entwickelte sich zu einer vorbildlichen Lösung für den Erhalt anderer historischer Baukomplexe und wurde etwa in Paxton House ebenfalls angewendet.